# Berkovići
Berkovići (in serbo Берковићи) è un comune della Bosnia ed Erzegovina situato nella Repubblica Serba con 2 272 abitanti al censimento 2013.

## Località
La municipalità di Berkovići è composta dalle seguenti 20 località:
- Berkovići
- Bitunja
- Brštanik
- Burmazi (in parte)
- Dabrica
- Do (in parte)
- Hatelji
- Hodovo (in parte)
- Hrgud (in parte)
- Ljubljenica
- Ljuti Do
- Meča
- Poplat
- Predolje
- Selišta
- Strupići
- Suzina
- Šćepan Krst
- Trusina
- Žegulja